# Jezerní jedle
Jezerní jedle je památný strom u Hojsovy Stráže na Šumavě. Jedle bělokorá (Abies alba) roste v lese a je v dobrém stavu. Obvod jejího kmene je 320 cm (měření 1995). Strom je chráněn od roku 1995 pro svůj vzrůst. Jedle je zároveň významným stromem LČR.

## Stromy v okolí
- Lípy na Vyhlídce
- Stromy u kostela
- Lípa pod čističkou
- Stromy pod čističkou